# Joseph Warner Henley
Joseph Warner Henley (ur. 3 marca 1793, zm. 8 grudnia 1884), brytyjski polityk, członek Partii Konserwatywnej, minister w rządach lorda Derby’ego.
W latach 1841–1878 reprezentował w Izbie Gmin okręg wyborczy Oxfordshire. W 1852 r. oraz w latach 1858–1859 był przewodniczącym Zarządu Handlu. Odszedł z parlamentu w 1878 r. jako najstarszy deputowany w Izbie Gmin.